# George Kay
George Kay (* 21. September 1891 in Manchester; † 18. April 1954 in Liverpool) war ein englischer Fußballspieler und -trainer. Als Spieler war er Kapitän von West Ham United beim Endspiel im FA Cup, das als „White Horse Final“ und erstes Finale im Wembley-Stadion in die Geschichte einging. Als Trainer führte er den FC Liverpool in der Saison 1946/47 zur englischen Meisterschaft.

## Sportlicher Werdegang

### Spielerlaufbahn
Kay wurde in Manchester geboren und erlernte das Fußballspielen in der Heimat bei Eccles, bevor er sich im Jahr 1911 für eine kurze Zeit dem englischen Erstligaaufsteiger Bolton Wanderers anschloss. Nach lediglich drei Ligaeinsätzen für Bolton zog es ihn über die Irische See zum Distillery FC. Dort reifte er auf Anhieb zum Stammspieler in der Saison 1911/12, bevor ihn eine Verletzung zeitweise zurückwarf. Er gewann mit dem Verein in der Saison 1913/14 den Gold Cup sowie in der Spielzeit 1914/15 den County Antrim Shield, bevor er nach insgesamt 91 Partien und 14 Toren als Soldat in den Ersten Weltkrieg zog. Er überlebte die Kampfhandlungen, trug jedoch einen Granatschock davon, bevor er im Juli 1919 bei West Ham United anheuerte, das zur Saison 1919/20 der Football League Second Division beigetreten war.
Mit seinem neuen Klub rangierte Kay fortan stets in der oberen Tabellenhälfte, bevor in der Saison 1922/23 nicht nur der Aufstieg in die höchste Spielklasse gelang. Dazu führte er die Mannschaft als Kapitän und Mittelläufer in das erstmals im Wembley-Stadion ausgetragene Endspiel im FA Cup. Die Partie wurde gegen Kays Ex-Klub Bolton Wanderers mit 0:2 verloren und ging als White Horse Final in die Geschichte ein. Ab 1927 ließ er die aktive Laufbahn zunächst beim Drittligisten Stockport County sowie im Jahr darauf beim Ligakonkurrenten Luton Town ausklingen. In Luton übernahm er noch als Aktiver Aufgaben im Trainerstab, bevor er im Jahr darauf im Alter von 38 Jahren endgültig ins Trainerfach wechselte.

### Trainerkarriere
Bis zum Ende der Saison 1930/31 blieb Kay Cheftrainer in Luton, bevor sich ihm die Chance bot, mit dem FC Southampton einen Klub aus einer höheren Liga hauptverantwortlich zu betreuen. Die „Saints“ stagnierten seit ihrem Aufstieg 1922 aus der dritten Liga etwas. Nach Kays Verpflichtung konnte der Klub in den fünf Jahren seiner Regentschaft zwar nie einen Platz in der oberen Tabellenhälfte belegen, aber Kay etablierte sich in dieser Zeit und festigte den Ruf, experimentierfreudig zu sein und gerne neue Ideen auszuprobieren. Damit weckte er das Interesse des FC Liverpool, dessen Hauptverantwortlicher George Patterson als Vereinssekretär die Rolle des Trainers nicht mehr fortführen sollte.
Kay begann am 21. August 1936 seine Arbeit in Liverpool als Cheftrainer und die ersten drei Jahre verliefen mit mäßigem Erfolg jeweils unterhalb eines einstelligen Abschlusstabellenplatzes. Als der Zweite Weltkrieg anschließend den regulären Ligaspielbetrieb für mehrere Jahre unterbrach, führte Kay den Klub weiter durch regionale Wettbewerbe, indem er zu vielen seiner Spieler, die als Soldat dienten, Kontakt per Brief hielt. Darüber hinaus telefonierte er stetig mit den vorgesetzten Kommandanten mit dem Ziel der Freistellung seiner Spieler. Auch bei Fußballern von fremden Klubs warb er um Gasteinsätze. Dazu zählte die spätere „Legende“ Bill Shankly, der als „Gast“ von Preston North End für Liverpool gegen den FC Everton im Liverpool Senior Cup agierte. Nach dem Kriegsende organisierte Kay mit dem Klub eine Tournee durch die Vereinigten Staaten und Kanada, was sich möglicherweise positiv auf den Fitnesszustand seiner Mannschaft auswirkte. Sowohl klimatisch war die Entscheidung vorteilhaft als auch die bessere Verpflegungslage in Nordamerika, da dort im Gegensatz zu weiten Teilen Europas keine Nahrungsmittelknappheit herrschte. So startete Liverpool in die erste reguläre Nachkriegssaison 1946/47 mit besseren Vorzeichen als viele der Erstligakonkurrenten – Kay selbst bemaß den Vorteil als „25% über dem Schnitt“. Die Folge war der Gewinn der englischen Meisterschaft in der Saison 1946/47. Die Entscheidung war sehr knapp, weil bis zuletzt neben Liverpool noch Manchester United, die Wolverhampton Wanderers und Stoke City Titelaspiranten waren. Vor dem letzten Saisonspiel trat Liverpool auswärts in Wolverhampton und rangierte einen Punkt hinter den „Wolves“. Mit einem 2:1-Sieg sorgte Liverpool für den bis dahin fünften Meistertitel in seiner Geschichte und Kay war damit an seinem sportlichen Höhepunkt angelangt. Kay galt als ruhig, nachdenklich und belesen mit einem Fokus auf Psychologie. Dazu legte er nach Aussage des späteren Trainers Bob Paisley den Grundstein für die Spielweise künftiger Liverpool-Mannschaften mit weniger hohen Bällen und dafür Stärken im Passspiel und der Ballverarbeitung.
Die weiteren Erfolge blieben in Kays Amtszeit jedoch aus und seine Mannschaft kam dem Meisterschaftserfolg von 1947 nicht mehr nahe. Die größte Errungenschaft war 1950 das Erreichen des Endspiels im FA Cup. Liverpool stand ebenso wie Kay erst zum zweiten Mal im Finale dieses Wettbewerbs. Erneut jedoch ging auch dieses Endspiel verloren, nunmehr mit 0:2 gegen den FC Arsenal. Die Karriere ging danach für Kay schnell zu Ende, was auch an seinem sich stetig verschlechternden Gesundheitszustand lag. Obwohl er im Juni 1950 noch seinen Vertrag um fünf weitere Jahre verlängerte, trat er einige Monate vor dem 60. Geburtstag im Januar 1951 von seinem Traineramt zurück. Gut drei Jahre später musste er seinen gesundheitlichen Problemen Tribut zollen und verstarb im April 1954 in seiner Liverpooler Wahlheimat.

## Titel/Auszeichnungen
- Englischer Fußballmeister (1): 1947